# Virgina Phiri

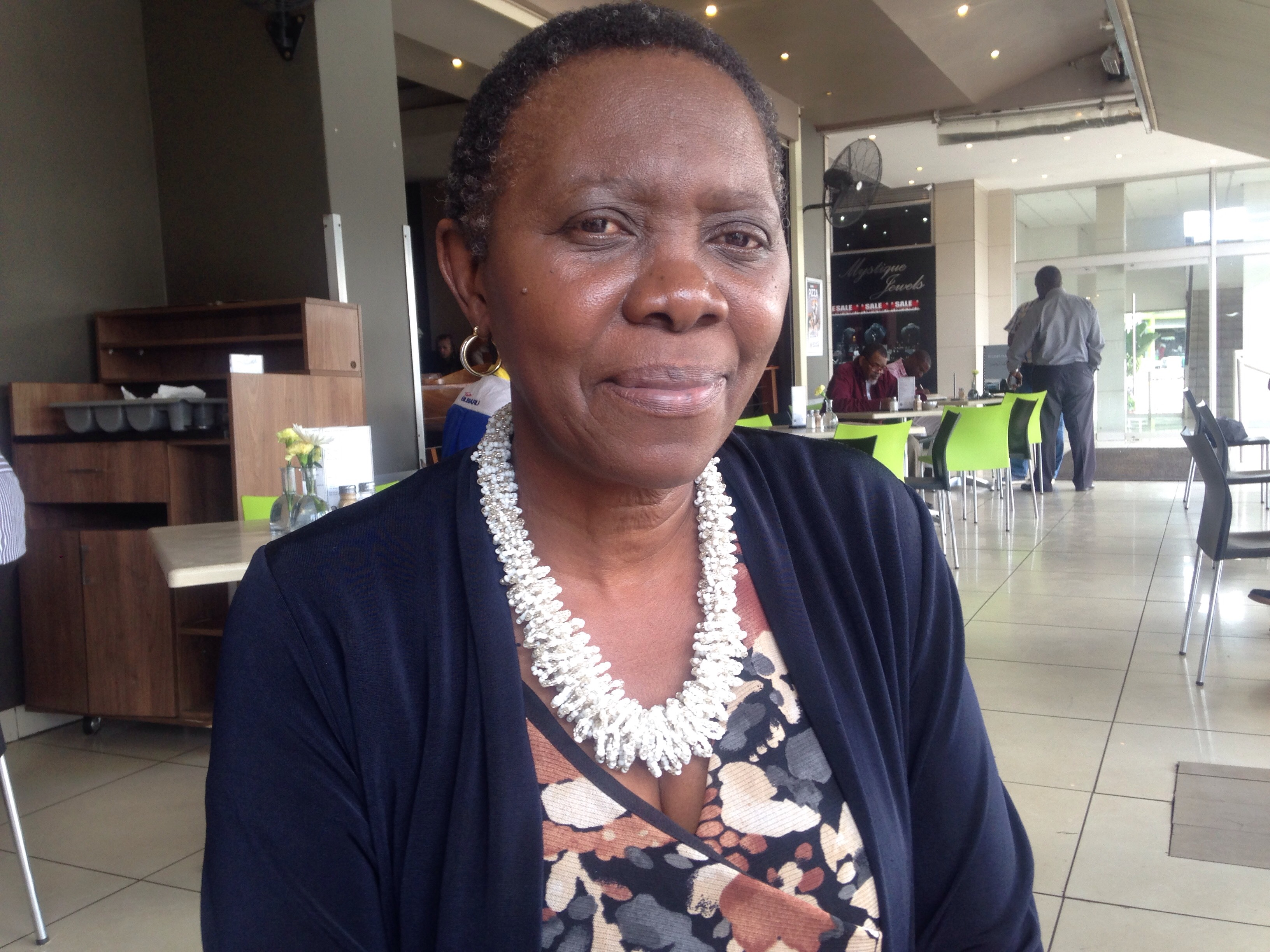

Virgina Phiri là một nhà văn nữ quyền người Zimbabwe.

## Đầu đời
Virginia sinh năm 1954 tại thành phố lớn thứ hai của Zimbabwe, Bulawayo.
Được nuôi dưỡng trong một gia đình các nhà hoạt động chính trị liên kết với Liên minh Dân tộc Phi Zimbabwe, bà đã tích cực tham gia vào cuộc chiến giải phóng Zimbabwe ở tuổi 17. Sau đó vào năm 2000, cùng với các phụ nữ khác, bà chia sẻ kinh nghiệm của mình về cuộc chiến trong tuyển tập, Phụ nữ với khả năng phục hồi - tiếng nói của phụ nữ cựu chiến binh. Năm 1972, bà rời quê nhà tới Botswana, sau đó đến Zambia.
Virginia kết hôn với Werner Fibeck. Đứa con duy nhất của họ là con gái Tecla, qua đời năm 2001. Ngoài việc là một tác giả Virginia là một Kế toán của nghề nghiệp cũng như một chuyên gia phong lan châu Phi. Virginia đã đồng tác giả các bài báo phong lan trên các tạp chí như Die Orchibee từ năm 1996 đến nay. Do nghiên cứu hoa lan châu Phi của bà và viết Virginia là thành viên Ủy ban IUCN châu Phi đến năm 2012 và hiện là thành viên của Ủy ban sinh tồn loài IUCN.

## Nghề nghiệp
Mặc dù học kế toán nhưng sở trường của Virginia là viết văn. Bà đã viết cả tiểu thuyết và sách phi hư cấu bằng tiếng Anh, và bằng hai ngôn ngữ địa phương của Zimbabwe, Shona và Ndebele. Trong những năm qua, bà đã xây dựng trên sự nghiệp của mình như là một tác giả thông qua các thành viên tích cực của các tổ chức và hiệp hội văn học khác nhau.